# Jean Seghers
Jean Seghers var en friidrottare från Belgien. Han deltog vid olympiska sommarspelen 1920.